# Yelena Gríshina
Yelena Borísovna Gríshina –en ruso, Елена Борисовна Гришина– (Moscú, 6 de noviembre de 1968) es una deportista rusa que compitió para la Unión Soviética en esgrima, especialista en la modalidad de florete. Es hija del jugador de waterpolo Boris Grishin y la esgrimidora Valentina Rastvorova; su hermano Yevgueni compitió asimismo en waterpolo.
Ganó dos medallas de plata en el Campeonato Mundial de Esgrima, en los años 1989 y 1990, y una medalla de bronce en el Campeonato Europeo de Esgrima de 1995.
Participó en dos Juegos Olímpicos de Verano, Seúl 1988 y Barcelona 1992, ocupando en ambas ocasiones el cuarto lugar en la prueba por equipos.

## Palmarés internacional
| Representando a la URSS |                         |                   |                     |
| Campeonato Mundial      |                         |                   |                     |
| Año                     | Lugar                   | Medalla           | Prueba              |
| 1989                    | Denver (Estados Unidos) | Medalla de plata  | Florete por equipos |
| 1990                    | Lyon (Francia)          | Medalla de plata  | Florete por equipos |
| Representando a Rusia   |                         |                   |                     |
| Campeonato Europeo      |                         |                   |                     |
| Año                     | Lugar                   | Medalla           | Prueba              |
| 1995                    | Keszthely (Hungría)     | Medalla de bronce | Florete individual  |